# 帕拉尼涅
50°56′53″N 27°40′17″E / 50.94806°N 27.67139°E
帕拉尼涅（烏克蘭語：Паранине），是烏克蘭北部的村莊，隸屬日托米爾州的茲維亞赫爾區。該村始建於1721年，面積0.85平方公里，海拔高度195米，2001年人口337，人口密度每平方公里395.08人。